# مدينة الخطيئة (الوصف)
مدينة الخطيئة هو اسم مستعار يمكن تطبيقه على منطقة حضرية (مدينة أو جزء منها) تقدم خدماتها لمختلف الرذائل. قد تكون هذه الرذائل قانونية (حسب المنطقة) أو أنشطة غير قانونية يتم التسامح معها.
تشمل الأمثلة على الرذائل الخدمات المتعلقة بالجنس (الدعارة ونوادي التعري ومحلات الجنس وما إلى ذلك) والمقامرة (الكازينوهات ومحلات المراهنات وما إلى ذلك) أو تعاطي المخدرات (الكحول والماريجوانا وما إلى ذلك)، وحتى الإفراط في الجريمة المنظمة ونشاط العصابات. إذا كانت المدينة معروفة بالبغاء، فغالبًا ما يطلق عليها منطقة الضوء الأحمر، كما هو الحال في أمستردام بهولندا.

## مدن الخطيئة في العالم
تشمل المدن أو المناطق التي تتمتع بهذه السمعة ما يلي:

### آسيا
- أذربيجان

⦁ باكو (الفساد السياسي، ارتياد النوادي، الشرب، الجريمة المنظمة، الرشوة، فساد الشرطة، الدعارة)
- البحرين

⦁ المنامة (الشرب، النوادي، الدعارة)
- الصين

⦁ دونغقوان (الدعارة)
⦁ ماكاو (المقامرة، الجريمة المنظمة، النوادي، الدعارة، الشرب)
- لبنان

⦁ بيروت (الدعارة، نوادي التعري، الملاهي الليلية، المخدرات، الشرب، النوادي).
- الفيلبين

⦁ مدينة أنجيليس (الدعارة، القمار، الشرب، النوادي)
- تايلاند

⦁ بانكوك (الدعارة، نوادي التعري، العروض الجنسية، الحيل، BDSM، بيوت الدعارة، صالات التدليك، الملاهي الليلية، المخدرات، الشرب، النوادي)
⦁ باتايا (الدعارة، نوادي التعري، عروض الجنس، BDSM، صالات التدليك، الملاهي الليلية، المخدرات، الشرب، النوادي)

### أوروبا
- قبرص

⦁ أيا نابا (المخدرات، الشرب، ارتياد النوادي)
- الجمهورية التشيكية

⦁ براغ (الدعارة والجريمة المنظمة وفساد الشرطة والنوادي الليلية ونوادي التعري)
- هولندا

⦁ أمستردام (الدعارة ونوادي التعري ومحلات الجنس والعروض الجنسية واستهلاك الماريجوانا)
- روسيا

⦁ موسكو (الجريمة المنظمة، العصابات، النوادي، الشرب، المخدرات، فساد الشرطة، الفساد السياسي، الدعارة، نوادي التعري)
- إسبانيا

⦁ إيبيزا (ارتياد النوادي والمخدرات)
- مالطا

⦁ باسفيل
- المملكة المتحدة

⦁ ليفربول، إنجلترا
⦁ سوهو، لندن، إنجلترا

### أمريكا الشمالية
- المكسيك

⦁ تيخوانا (المخدرات، الدعارة، الشرب، فساد الشرطة، نوادي التعري)
- الولايات المتحدة

⦁ الاباما
⦁ مدينة فينيكس
⦁ كاليفورنيا
⦁ لوس أنجلوس ومنطقة هوليوود التابعة لها (عمليات السطو على البنوك، صناعة الإباحية، صناعة النشر الجنسي، الدعارة (Sunset & Vine) ؛ تشمل أيضًا فساد الشرطة، والنوادي الليلية، والمخدرات، والشرب، ونوادي التعري، والعصابات.)
⦁ سان فرانسيسكو (الجريمة المنظمة والعصابات والمخدرات والدعارة)
⦁ فلوريدا
⦁ ميامي (العصابات، الجريمة المنظمة، الاتجار بالمخدرات، الدعارة، الشرب، الفساد السياسي، الحيل، نوادي التعري)
⦁ إلينوي
⦁ شيكاغو (الجريمة المنظمة والفساد السياسي والشرطي)
⦁ كنتاكي
⦁ نيوبورت هي المدينة الأولى في أمريكا الشمالية التي صاغها العنوان بسبب دورها في الدعارة والمقامرة والعصابات والأسلحة النارية والابتزاز وغيرها الكثير.
⦁ نيفادا
⦁ لاس فيغاس (المقامرة، صناعة الكتب ، الزواج السهل، الطلاق السهل، الجريمة المنظمة، الدعارة [ومع ذلك، الدعارة غير قانونية في لاس فيغاس ومقاطعة كلارك]، نوادي التعري، الملاهي الليلية، النوادي، بيع الخمور على مدار 24 ساعة [كما هو الحال في جميع أنحاء ولاية نيفادا] ؛ اقتباس: «ما يحدث في فيغاس، يبقى في فيغاس.»). في الأيام السابقة كانت معروفة أيضًا بالجريمة المنظمة والشرطة والفساد السياسي.
⦁ رينو (المقامرة، الشرب، نوادي التعري، النوادي، الزواج السهل، الطلاق السهل، الدعارة [ومع ذلك، الدعارة غير قانونية في مقاطعة رينو وواشو] بيع الخمور على مدار 24 ساعة [كما هو الحال في جميع أنحاء ولاية نيفادا]).
⦁ نيو جيرسي
⦁ أتلانتيك سيتي (المقامرة، وصناعة الكتب، والجريمة المنظمة، والشرب، والدعارة، ونوادي التعري) (المعروفة باسم الملعب الشهير عالميًا) (في الأيام الخوالي كانت معروفة أيضًا بالجريمة المنظمة، وفساد الشرطة، والفساد السياسي).
⦁ نيويورك
⦁ كانت مدينة نيويورك معروفة سابقًا بالجرائم الخارجة عن السيطرة، ومتاجر الجنس في تايمز سكوير والدعارة، وتجارة المخدرات المخفية بالكاد والعصابات على مستوى المدينة، بما في ذلك العديد من عائلات العصابات والشرطة والفساد السياسي.

### أمريكا الجنوبية
⦁ البرازيل
⦁ ريو دي جانيرو (بغاء الذكور والإناث، والاحتيال، ونظام السجون سيئ السمعة، فساد الشرطة، الفساد السياسي، الشرب، المخدرات، الأحياء الفقيرة، والعصابات، والنوادي)
⦁ كولومبيا
⦁ ميديلين (فساد الشرطة، الدعارة، الشرب، المخدرات، العصابات، ارتياد النوادي)
⦁ فنزويلا
⦁ كاراكاس (الحيل، فساد نظام السجون، فساد الشرطة، الفساد السياسي، الدعارة، الجريمة المنظمة، الشرب، المخدرات، الأحياء الفقيرة، العصابات، السرقة، ارتياد النوادي، الاتجار بالمخدرات، العنف)

### أوقيانوسيا
⦁ أستراليا
⦁ كينغز كروس، نيو ساوث ويلز - مدينة داخلية سيئة السمعة من الناحية التاريخية في سيدني، على الرغم من أن هذه السمعة عفا عليها الزمن مع فرض قوانين إغلاق جديدة في فبراير 2014، مما أدى إلى تغيير طابع المنطقة بشكل كبير، ويمكن القول إنه قضى على "مدينة الخطيئة" الوحيدة في أستراليا. (الدعارة، المقامرة (غير القانونية والقانونية)، الجريمة المنظمة، عصابات الدراجات النارية (إلى حد ما)، فساد الشرطة، المخدرات، نوادي التعري، الشرب، العنف المفرط، السكر والعنف العشوائي.)
⦁ نيوزيلاندا
⦁ أوكلاند

## مدن الخطيئة السابقة

### آسيا
⦁ الصين
⦁ شنغهاي - عشرينيات وثلاثينيات القرن الماضي (الجريمة المنظمة، أوكار الأفيون، والمقامرة، وفساد الشرطة، والفساد السياسي، والدعارة)

### أوروبا
⦁ جمهورية فايمار
⦁ برلين - عشرينيات وأوائل ثلاثينيات القرن العشرين (الدعارة، العديد من الملاهي الليلية، الانحطاط بشكل عام)
⦁ مونتو، دبلن - (بغاء، جريمة)

### أمريكا الشمالية
⦁ كندا
⦁ مونتريال، كيبك، التي اكتسبت سمعة الرذيلة من خلال هروب السياح الأمريكيين من قوانين الحظر.
⦁ الولايات المتحدة
⦁ ألاباما
⦁ تشتهر مدينة فينيكس خلال الأربعينيات والخمسينيات من القرن الماضي بكونها ملاذًا للجريمة المنظمة والدعارة والمقامرة. جاء العديد من عملائها من مركز تدريب الجيش الأمريكي في فورت بينينج، جورجيا.
⦁ فلوريدا
⦁ ميامي، خلال السبعينيات والثمانينيات (الجريمة المنظمة، تجارة المخدرات، العصابات، نوادي التعري، النوادي، الشرب، فساد الشرطة، الدعارة، والفساد السياسي)
⦁ إلينوي
⦁ شيكاغو في عشرينيات وثلاثينيات القرن الماضي (الدعارة والتهريب والملاهي الليلية والحفلات والمقامرة غير القانونية وسرقة البنوك وفساد الشرطة والفساد السياسي والجريمة المنظمة ونشاط العصابات)
⦁ إنديانا
⦁ تم اعتبار مدينة ميشيغان مدينة الخطيئة في 1980-1990، مع انتشار صالات التدليك.
⦁ تم تسمية تير هوت مدينة الخطيئة من قبل المجلة الشهرية Stag في عام 1955. (سمعة لكونها "مفتوحة على مصراعيها"، مع المقامرة و"منطقة الضوء الأحمر" المتطورة). الآن، ينتظر تنفيذ حكم الإعدام الفيدرالي في تير هوت بمجمع تير هوت الإصلاحي الفيدرالي.
⦁ كنتاكي
⦁ كوفينغتون، كنتاكي (بيوت الدعارة والقمار والجريمة المنظمة)
⦁ نيوبورت، كنتاكي (بيوت الدعارة والقمار والجريمة المنظمة)
⦁ ماساتشوستس
⦁ بوسطن، ماساتشوستس، من أوائل الستينيات إلى أوائل التسعينيات من سنوات الركود، والمعروفة بمنطقة سكولاي سكوير الهزلي ومنطقة الترفيه للبالغين في منطقة القتال، سوفولك داونز على خط مدينة ريفير، ومشاريع الإسكان سيئة السمعة، وهي أكبر مضرب سياسي في الولايات المتحدة، ومكاتب أسماك القرش المستعارة في شوارع بينينجتون وبروكس في منطقة شرق بوسطن، والحانات الأيرلندية الصاخبة المحاذية على طول شوارع ويست برودواي ودورتشستر في منطقة جنوب بوسطن.
⦁ لين، ماساتشوستس، خلال الستينيات والسبعينيات والثمانينيات من القرن الماضي، اشتهرت بقافيتها الشهيرة، "لين، لين، مدينة الخطيئة، لن تخرج أبدًا بالطريقة التي تذهب إليها.
⦁ لويزيانا
⦁ نيو أورلينز من عام 1897 حتى عام 1917، منطقة ستوريفيل (الدعارة، القمار)
⦁ نيويورك
⦁ مدينة نيويورك في منتصف القرن التاسع عشر والقرن العشرين (الدعارة، المقامرة غير القانونية، الأحياء الفقيرة سيئة السمعة، النشل، فساد الشرطة، الفساد السياسي، المخدرات، العصابات، الجريمة المنظمة)، تايمز سكوير من منتصف الستينيات حتى حوالي عام 1990 (الدعارة، المواد الإباحية، محلات الجنس، عروض الجنس، نوادي التعري، ارتياد النوادي، المخدرات، الجريمة المنظمة)
⦁ أوتيكا، في الثلاثينيات حتى الخمسينيات من القرن الماضي، نظرًا لمدى فسادها والسيطرة عليها من قبل الآلات السياسية، ووجود الجريمة المنظمة.
⦁ تكساس
⦁ غالفستون في العشرينيات إلى 1957 (الدعارة، الجريمة المنظمة، القمار، الحانات، الشرب، فساد الشرطة، الفساد السياسي)